# Dmitrij Mironow (curler)
Dmitrij Andriejewicz Mironow (ros. Дмитрий Андреевич Миронов; ur. 22 października 1992 w Czelabińsku) – rosyjski curler, wicemistrz świata juniorów, uczestnik mistrzostw świata w 2019 i w 2021.
Pracuje jako trener curlingu w Soczi.

## Udział w zawodach
Dwukrotnie startował w mistrzostwach świata juniorów. W 2013 jako drugi z drużyną Jewgienija Archipowa wywalczył srebrny medal. W 2014 jako drugi z drużyną Siergieja Głuchowa zdobył 7. miejsce.
Dwukrotnie brał udział w mistrzostwach świata. W obu startach wystąpił jako drugi w drużynie Siergieja Głuchowa. W 2019 zespół zdobył 9. miejsce, a w 2021, gdzie był wiceskipem drużyny, 4. miejsce.